# 里弗鎮區 (阿肯色州布拉德利縣)
里弗鎮區（英語：River Township）是位於美國阿肯色州布拉德利縣的一個行政鎮區。

## 地方資料
里弗鎮區的面積為179.28平方千米，當中陸地面積為176.65平方千米，而水域面積為2.63平方千米。根據2010年美國人口普查的數據，當地共有人口131人，而人口密度為每平方千米0.73人。